# Rattikan Thongsombut
Rattikan Thongsombut (Thai: รัตติกาญ ทองสมบุตร, * 7. Juli 1991 in Phetchabun) ist eine thailändische Fußballspielerin.

## Karriere

### Verein
Thongsombut gehörte von 2015 bis 2019 dem in Khon Kaen ansässigen BG-Bundit Asia Club in der Thai Women’s League, der höchsten Spielklasse im thailändischen Frauenfußball, an. 
In den ersten beiden Spieljahren ihrer Zugehörigkeit wurde in der seit dem Jahr 2008 gegründeten Liga, wie auch schon ab der Spielzeit 2013, keine Meisterschaft ausgetragen. Einen Meisterschaftstitel gewann sie dennoch am Ende der Spielzeit 2019, bei der Wiederaufnahme des Spielbetriebs. Das Finale gegen die Frauenfußballmannschaft des Chonburi FC sowie das Spiel um Platz 3 zwischen den Frauenfußballmannschaften des Bangkok FC und des Air Force Club wurden – im Hinblick auf die anstehende WM 2019 und den möglichen Auswirkungen auf die Spielerinnen der Nationalmannschaft – nicht mehr angesetzt; alle vier Vereine einigten sich auf zwei dritte und zwei erste Platzierungen. Damit wurde der Meistertitel beiden Finalisten zugesprochen. Der sportliche Werdegang nach der Spielzeit 2019 ist unbekannt.

### Nationalmannschaft
Thongsombut kam als Nationalspielerin in der A-Nationalmannschaft in 28 Länderspielen zum Einsatz, in denen ihr fünf Tore gelangen. 
Sie nahm mit der Mannschaft an der Asienmeisterschaft 2014 teil und bestritt alle drei Spiele der Gruppe B sowie das Spiel um Platz 5, das am 21. Mai gegen die Nationalmannschaft Vietnams mit 2:1 gewonnen wurde; mit dem Sieg über die Nationalmannschaft des Gastgeberlandes qualifizierte sie sich mit ihrer Mannschaft für die Teilnahme an der Weltmeisterschaft 2015 in Kanada. In diesem Turnier wurde sie in allen drei Spielen der Gruppe B eingesetzt. Der dritte Platz reichte jedoch nicht für den Einzug in die nächste Runde, da vier von sechs drittplatzierten Mannschaften ein besseres Ergebnis erzielten und ins Achtelfinale gelangten. Vor und nach diesem Turnier bestritt sie jeweils ein in Freundschaft ausgetragenes Länderspiel; am 7. Februar 2015 war sie mit ihrer Mannschaft in Almelo mit 0:7 der Nationalmannschaft der Niederlande unterlegen, wie auch am 16. September 2016 in Columbus mit 0:9 der US-amerikanischen Nationalmannschaft. Ein weiteres Freundschaftsspiel wurde am 26. März 2018 gegen die  Nationalmannschaft Australiens mit 0:5 in Perth verloren.
Im Turnier um die Asienmeisterschaft 2018 bestritt sie das erste und dritte Spiel der Gruppe A sowie das mit 1:3 im Elfmeterschießen gegen die Nationalmannschaft Australiens verlorene Halbfinale, in dem sie mit dem Treffer zur 2:1-Führung in der 63. Minute ihr erstes Länderspieltor erzielte. Im Spiel um Spiel um Platz 3 bei der 1:3-Niederlage gegen die Nationalmannschaft Chinas gelang ihr mit dem Treffer zum Endstand in der 89. Minute ihr zweites Länderspieltor. Anschließend wurde sie im Fußballturnier im Rahmen der Asienspiele 2018 in drei Spielen der Gruppe B berücksichtigt. Anschließend war sie mit ihrer Mannschaft im Vier-Nationen-Turnier, das vom 4. bis 8. Oktober in Yongchuan ausgetragen wurde, vertreten. Im ersten von insgesamt drei Spielen, erzielte sie bei der 1:3-Niederlage gegen die Nationalmannschaft Finnlands, den Anschlusstreffer zum 1:2 in der 24. Minute.
Das Spieljahr 2019 begann mit dem Turnier um den Zypern-Cup. Sie wurde in allen drei Spielen der Gruppe B sowie am 6. März im Spiel um Platz 7, das mit 0:3 gegen die Nationalmannschaft Nigerias verloren wurde. Im ersten Gruppenspiele, beim 4:0-Sieg über die Nationalmannschaft Ungarns erzielte sie zwei Tore. Am 25. Mai 2019 folgte ein „WM-Vorbereitungsspiel“ in Orléans, das mit 0:3 gegen die Nationalmannschaft Frankreichs verloren wurde. In der WM-Gruppe F belegte ihre Mannschaft sieglos den letzten Platz und erzielte lediglich ein Tor bei der 1:5-Niederlage gegen die Nationalmannschaft Schwedens im zweiten Gruppenspiel am 16. Juni 2019.

## Erfolge
- Thailändischer Meister 2019 (gemeinsam mit dem Chonburi WFC)